# 幺站镇
幺站镇，是中华人民共和国贵州省毕节市威宁彝族回族苗族自治县下辖的一个乡镇级行政单位。

## 行政区划
幺站镇下辖以下地区：
幺站村、新房村、联合村、平原村、水塘村、抱都村、大山村、汤村、岔河村、红岩村、香厂村、五嘎村、新元村、田上村、大树村和新飞村。